# 300-km-Rennen von Imola 1971

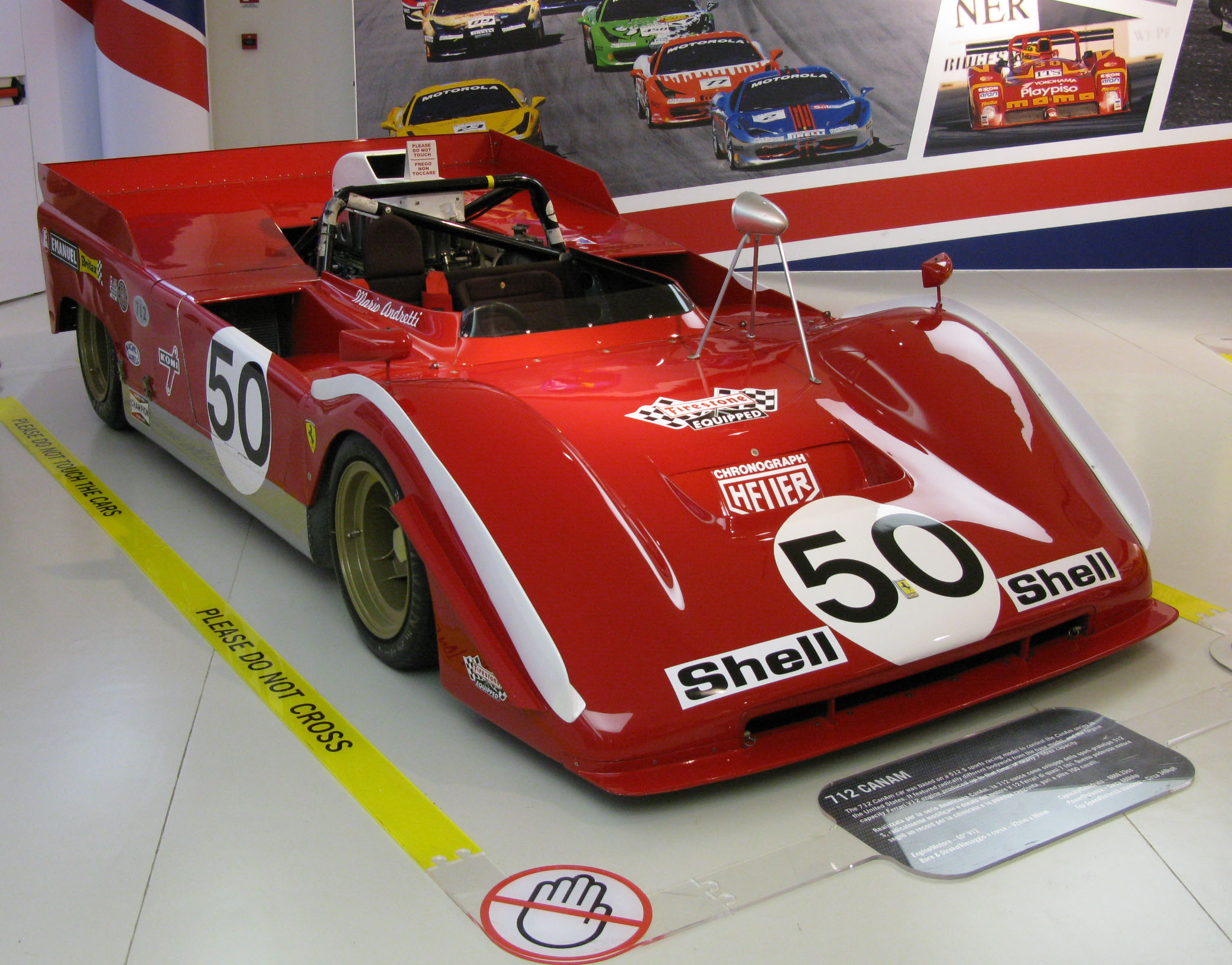
Ferrari 712 CanAm

Das 300-km-Rennen von Imola 1971, auch Coppa di Shell Imola, fand am 2. Mai dieses Jahres auf dem Autodromo Enzo e Dino Ferrari statt. Das Rennen war der erste Wertungslauf der Interserie dieses Jahres.

## Das Rennen
Die Interserie war eine Rennserie für Sportwagen, die 1970 als europäische Variante der nordamerikanischen CanAm-Serie etabliert wurde. Das erste Rennen fand am 28. Juni 1970 am Norisring, Nürnberg, statt. Sieger dieses Rennens und auch späterer Gesamtsieger der Saison 1970 wurde der Deutsche Jürgen Neuhaus auf einem Porsche 917K.
Die Rennwagen auf Fahrzeugen der FIA-Gruppen 5, 6 und 7. In Imola meldete bei ersten Rennen der Saison 1971 auch die Scuderia Ferrari ein Rennfahrzeug. Arturo Merzario gewann auf dem neuen Ferrari 712 CanAm vor dem Briten Chris Craft, der einen McLaren M8 fuhr. Wie populär diese Rennen zu Beginn der Serie waren, kann man auch daran ermessen, dass 70000 Zuschauer dem Rennen beiwohnten.
Im September fand in Imola ein weiterer Wertungslauf zur Meisterschaft auf dem Autodromo Enzo e Dino Ferrari statt. Dieses Rennen gewann Brian Redman auf einem BRM P167.

## Ergebnisse

### Schlussklassement
| 1               |  | 22 | SEFAC Ferrari          | Arturo Merzario  | Ferrari 712 CanAm   | 60 |
| 2               |  | 10 | Ecurie Evergreen       | Chris Craft      | McLaren M8E         | 60 |
| 3               |  | 11 | AAW Racing Team        | Leo Kinnunen     | Porsche 917 Spyder  | 60 |
| 4               |  | 28 | Autodelta Spa          | Teodoro Zeccoli  | Alfa Romeo T33/3    | 60 |
| 5               |  | 23 | Escuderia Montjuich    | José Juncadella  | Ferrari 512M        | 59 |
| 6               |  | 14 | Gesipa Racing Team     | Michel Weber     | Porsche 917 Spyder  | 59 |
| 7               |  | 20 | Gelo Racing Team       | Georg Loos       | Ferrari 512M        | 59 |
| 8               |  |    | Ecurie Bonnier         | Joakim Bonnier   | Lola T212           | 57 |
| 9               |  | 4  | Racing Team Zitro      | Dominique Martin | Porsche 917K        | 57 |
| 10              |  |    | Carlo Zuccoli          | Carlo Zuccoli    | Lola T210           | 56 |
| 11              |  | 30 | Alain Finkel           | Alain Finkel     | Lola T212           | 56 |
| 12              |  |    | Francesco Ghezzi       | Francesco Ghezzi | Lola T210           | 54 |
| 13              |  |    | Ernst Kraus            | Ernst Kraus      | Porsche 908/02      | 54 |
| 14              |  |    | Riccardo Benelli       | Carlo Benelli    | Alfa Romeo T33/3-71 | 53 |
| 15              |  | 34 | Scuderia Brescia Corse | Franco Berruto   | Porsche 906         | 46 |
| 16              |  | 46 | Michel Dupont          | Michel Dupont    | Chevron B16         | 45 |
| Ausgefallen     |  |    |                        |                  |                     |    |
| 17              |  | 25 | Scuderia Brescia Corse | Marsilio Pasotti | Ferrari 512M        | 45 |
| 18              |  |    | David Piper            | Mario Casoni     | Porsche 917K        | 37 |
| 19              |  | 3  | Felder Racing Team     | Helmut Kelleners | March 717           | 37 |
| 20              |  |    | Antonio Zadra          | Antonio Zadra    | Lola T212           | 16 |
| 21              |  | 1  | Jürgen Neuhaus         | Jürgen Neuhaus   | Porsche 917 Spyder  | 1  |
| Nicht gestartet |  |    |                        |                  |                     |    |
| 22              |  | 6  | Racing Team VDS        | Teddy Pilette    | McLaren M8C         | 1  |

1 Motorschaden im Training

### Nur in der Meldeliste
Hier finden sich Teams, Fahrer und Fahrzeuge, die ursprünglich für das Rennen gemeldet waren, aber nicht daran teilnahmen.
| Pos. | Klasse | Nr. | Team           | Fahrer            | Chassis   |
| ---- | ------ | --- | -------------- | ----------------- | --------- |
| 23   |        |     | Ecurie Bonnier | Giampiero Moretti | Lola T222 |

### Klassensieger
Zu diesem Rennen sind keine Klassensieger bekannt.

### Renndaten
- Gemeldet: 23
- Gestartet: 21
- Gewertet: 16
- Rennklassen: unbekannt
- Zuschauer: 70000
- Wetter am Renntag: unbekannt
- Streckenlänge: 5,018 km
- Fahrzeit des Siegerteams: 1:35:34.000 Stunden
- Gesamtrunden des Siegerteams: 60
- Gesamtdistanz des Siegerteams: 301,080 km
- Siegerschnitt: 189,028 km/h
- Pole Position: Arturo Merzario – Ferrari 512M (#22) – 1:33,420
- Schnellste Rennrunde: Chris Craft – McLaren M8E (#10) – 1:32,800
- Rennserie: 1. Lauf zur Interserie 1971